# Solenopsis abdita
Solenopsis abdita este o specie de furnică hoț din complexul Solenopsis molesta, descrisă pentru prima dată în 1989 în Florida. Este originară din Florida, dar poate fi găsită în statele din jur, deși acest lucru nu este confirmat. Această specie poate fi greu de diferențiat de Solenopsis texana și S. carolinensis, dar există câteva diferențe minore, cum ar fi un peisaj mai lung și un pețiol mai larg. Astfel, metoda principală folosită pentru a distinge aceste specii folosește în principal regine și masculi, deși, din păcate, de obicei sunt colectate doar muncitoare, ceea ce face dificilă identificarea corectă a acestei specii. S. molesta se știe că cuibărește în lemnul putred din pădurile de pin–stejar, iar muncitorii au fost adunați din așternutul de frunze din pădurile menționate.

## Etimologie
Numele speciei abdita este un cuvânt latin care înseamnă „ascuns”. Aceasta este o referire la asemănarea vizuală a acestei specii cu S. carolinensis și S. texana și altele din complexul molesta, ceea ce face ca această specie să fie greu de identificat și a ajutat la întârzierea procesului de descriere a speciei.

## Aspect
Lucrătorii din această specie sunt colorați în galben și măsoară 1,1-1,3 mm în lungime și sunt aproape identici ca aspect cu carolinensis și texana, precum și alte specii din Florida din complexul molesta. Reginele par maro până la maro închis, având aripi albe; aceste femele reproductive, împreună cu masculii, sunt principalele dovezi utilizate pentru identificarea acestei specii, deoarece sunt ușor de distins de furnicile reproducătoare ale altor specii.